# Piotr Ilichov
Piotr Víktorovich Ilyichov (en ruso: Пётр Викторович Ильичёв, Podolsk, 11 de marzo de 1966) es un diplomático ruso.

## Carrera
En 1988, se graduó en el Instituto Estatal de Relaciones Internacionales de Moscú, ingresando al Ministerio de Relaciones Exteriores de la Unión Soviética.
Se desempeñó como representante adjunto de Rusia ante la Organización de las Naciones Unidas (ONU) en Nueva York, entre el 6 de diciembre de 2013 y el 8 de febrero de 2018. Durante ese período, entre el 20 de febrero y el 27 de julio de 2017, estuvo interinamente a cargo la misión rusa ante la ONU (como encargado de negocios ad interim), tras el fallecimiento de Vitali Churkin.
Actualmente es director del Departamento de Organizaciones Internacionales del Ministerio de Relaciones Exteriores ruso. Ya había sido vicedirector entre 2011 y 2012.